# Байрампаша
Байрампаша (на турски: Bayrampaşa) е община и околия на град Истанбул, Турция. Разположена е в европейската част на града.

## История
Околията е образувана през 1990 г. чрез отделяне на част от околия Еюп. До 1936 г. Байрампаша е част от околия Фатих.
До 1970 г. районът е синонимен с холера заради епидемията, която избухва тук в резултат на замърсяване на водопреносната система, построена по време на османската империя, от новите сгради и фабрики. Впоследствие районът е прекръстен на османския велик везир от XVII век Байрам паша.

## Състав
Околията включва 11 квартала:
- „Алтънтепси“
- „Ватан“
- „Джеватпаша“
- „Исмет паша“
- „Йенидоган“
- „Йълдъръм“
- „Карталтепе“
- „Коджатепе“
- „Муратпаша“
- „Орта“
- „Теразидере“

## Политика
Кметове на община Байрампаша:
| Година | Име            | Партия | Партия                                 | Изб. акт. |
| ------ | -------------- | ------ | -------------------------------------- | --------- |
| 1990   | Недждет Йозкан |        | Демократична лява партия               | 41,82%    |
| 1994   | Хюсеин Бюрге   |        | Партия на благоденствието              | 30,27%    |
| 1999   | Хюсеин Бюрге   |        | Партия на добродетелта                 | 35,36%    |
| 2004   | Хюсеин Бюрге   |        | Партия на справедливостта и развитието | 51,91%    |
| 2009   | Хюсеин Бюрге   | 43,22% | Партия на справедливостта и развитието |           |
| 2014   | Атила Айдънер  | 50,30% | Партия на справедливостта и развитието |           |
| 2019   | Атила Айдънер  | 49,29% | Партия на справедливостта и развитието |           |
| 2024   | Хасан Мулту    |        | Републиканска народна партия           | 46,67%    |

## Побратимени градове
- Нови Пазар, Сърбия